# Serguéi Zaliotin
Serguéi Víktorovich Zaliotin (en ruso: Сергей Викторович Залётин; nacido 21 de abril de 1962 ) es un cosmonauta ruso veterano de dos misiones espaciales.
Zaliotin nació en Tula y asistió a la Escuela Militar Superior de Borisoglebsk antes de convertirse en un piloto de combate en la Fuerza Aérea de Rusia. También es licenciado en gestión ecológica. Zalyotin fue seleccionado como candidato a astronauta en 1990. En 2000, Zalyotin era un miembro de la tripulación a bordo de la última estancia en la estación espacial Mir. Visitó brevemente la Estación Espacial Internacional a bordo de la Soyuz TMA-1 en 2002.

## Personal
Nacido el 21 de abril de 1962 Schekino, Tula (Rusia). Padre : Víktor Dmítrievich Zaliotin (1930-1988). Madre: Valentina Ivanovna Zaliótina (Projorova), nacida en 1926. Casado con Yelena Mijáilovna Zaliótina (Goriacheva), tienen un hijo.

## Educación
En 1983 se graduó de la Escuela Superior Militar de Pilotos de Borisoglebsk después de VP Chkalov y obtuvo un diploma de ingeniero-piloto. En 1994, después de clases por correspondencia, en el Centro Internacional de Sistemas de Formación obtuvo un título de ingeniero-ecólogo y un grado de Maestría en gestión ecológica .

## Experiencia
En 1983-1990 se desempeñó como piloto, piloto principal y líder de vuelo en las unidades de la Fuerza Aérea de la Región Militar de Moscú y en 1990 se alistó en el destacamento de cosmonautas.
De octubre de 1990 a marzo de 1992 aprobó un curso de entrenamiento espacial general del Centro de Entrenamiento de Cosmonautas Gagarin y el 11 de marzo de 1992 se le otorgó la calificación de una prueba-cosmonauta en él por decisión del Comité de Calificación Interdepartamental. En 1992-1997 aprobó la formación en el marco del programa de vuelos a la Estación Mir. De septiembre de 1997 a julio de 1998 aprobó la formación como el comandante de la tripulación de reserva bajo PC-26 del programa en la estación Mir.
De octubre de 1998 a marzo de 1999 era un coordinador de Centro de Entrenamiento de Cosmonautas Yu. A. Gagarin en la NASA.
En marzo hasta mayo de 1999 él pasó la formación como comandante de la tripulación principal virtud de PC-28 del programa en la estación Mir, sin embargo, debido a la falta de la financiación necesaria en junio de 1999 la Revisión de Diseñadores General adoptó la decisión de cancelar el lanzamiento de PC-28 para un tiempo y un cambio de vuelo de la estación Mir en el modo de vuelo no tripulado. Desde junio de 1999-marzo de 2000 aprobó la formación como comandante de la tripulación principal de la PC-28.
Del 4 de abril al 16 de junio de 2000 realizó el primer vuelo espacial como comandante de la nave espacial Soyuz TM-30 y el Complejo Orbital Mir bajo PC-28 del programa junto con Aleksandr Kaleri. En el curso de las operaciones en el complejo orbital de la tripulación llevó a cabo la activación de la estación. Durante el vuelo se realizó una salida al espacio abierto con una duración de 5 horas 3 minutos.

## Honores especiales
Héroe de la Federación Rusa, Piloto-Cosmonauta de la Federación Rusa.